# Пятница, 13-е (франшиза)
«Пятница, 13-е» (англ. Friday, The 13th) — американская франшиза ужасов поджанра слэшер. Создателем сериала является американский сценарист Виктор Миллер.
Роль главного героя фильмов — Джейсона Вурхиза — сверхъестественного серийного убийцы в хоккейной маске, исполнило множество актёров. Вурхиз утонул в одиннадцатилетнем возрасте в озере, когда отдыхал в летнем лагере «Хрустальное озеро». Вурхиз оживает в день своего рождения — в пятницу, 13-го — и начинает всем мстить.
По мотивам фильмов было выпущено множество романов и комиксов, а также большое количество товаров с атрибутикой сериала. Хотя критика принимала фильмы достаточно прохладно, у сериала появилось много своих поклонников, благодаря интересу которых съёмки новых серий продолжаются. Хоккейная маска стала одним из самых узнаваемых атрибутов в мировом кинематографе.

## Фильмы

### Paramount Pictures
«Пятница, 13-е» (1980). Первый фильм сериала, ставший наравне с «Хэллоуином», «Техасской резней бензопилой» и «Кошмаром на улице Вязов» образцом молодёжного слэшера. Фильм рассказывает о группе вожатых, которые готовятся к открытию детского лагеря с весьма дурной репутацией: в 1958 году там были зверски убиты двое вожатых, а годом ранее в озере утонул мальчик по имени Джейсон Вурхис. Теперь кто-то преследует ребят, убивая их одного за другим, пока в живых не остаётся лишь девушка по имени Элис. Интрига держалась вокруг личности маньяка, которым оказалась мать Джейсона — сошедшая с ума Памела Вурхис.
«Пятница, 13-е. Часть 2» (1981). В продолжении картины, вышедшей год спустя после успеха первой части, маньяком становится подросший Джейсон, который, как выяснилось, не утонул в озере, а прятался в лесу. Став свидетелем гибели своей матери, он начинает мстить — сначала Джейсон убивает Элис, а затем ребят, обосновавшихся в лагере на берегу Хрустального озера.
«Пятница, 13-е. Часть 3 в 3D» (1982). В третьей части маньяк продолжает преследовать случайных жертв, оказавшихся неподалёку от Хрустального озера. Особой оригинальностью эта часть не отличается, некоторые сюжетные ходы напоминают оба предыдущих фильма. Именно в этой серии Джейсон обзавёлся своей легендарной хоккейной маской.
«Пятница, 13-е: Последняя глава» (1984). В этой части появляется один из главных героев сериала — Томми Джарвис. Кроме самого Джейсона Вурхиса, Томми — единственный герой, который появляется в сериале несколько раз — на его счету три фильма.
«Пятница, 13-е — Часть V: Новое начало» (1985). Пятый фильм сериала, в котором убийцей является не Джейсон, а его двойник. По сюжету Томми Джарвис находится в лагере для душевнобольных подростков. Там начинается новая волна убийств, в которых подозревается маньяк Джейсон Вурхис.
«Пятница, 13-е — Часть VI: Джейсон жив» (1986). Некоторое время спустя Томми Джарвис сбегает из психиатрической больницы, чтобы удостовериться в том, что Джейсон действительно мёртв. Раскопав его могилу, Томми навлекает на местных жителей беду — молния попадает в тело Вурхиса и оживляет его. В этой серии Джейсон уже перестаёт быть просто маньяком — теперь он зомби, и каждое его воскрешение имеет мистический смысл, потому что он более не человек, а одержимый мыслью о мести ходячий мертвец.
«Пятница, 13-е — Часть VII: Новая кровь» (1988). В этой части Джейсон находит себе достойного соперника: девушку по имени Тина. Она обладает даром телекинеза, с помощью которого ей в очередной раз удаётся победить маньяка.
«Пятница, 13-е — Часть VIII: Джейсон штурмует Манхэттен» (1989). Первоначально у сценаристов было две идеи для новой серии, которые они объединили: действие происходит сначала на корабле, а потом уже в Нью-Йорке, где Джейсон преследует двух жертв.

### New Line Cinema
«Джейсон отправляется в ад: Последняя пятница» (1993). В девятой части сериала ФБР открывает охоту на маньяка, желая раз и навсегда покончить с убийствами в районе Хрустального озера. Это им удаётся, и Джейсон отправляется в ад, а утаскивает его туда когтистая рука Фредди Крюгера. После событий этого фильма происходит действие «Фредди против Джейсона» — создатели попросту решили перешагнуть через «Джейсона X».
«Джейсон X» (2001). Как и многие прочие сериалы ужасов — «Зубастики», «Лепрекон», «Восставший из Ада» — Джейсон не обошёлся без реинкарнации в космосе — создатели решили заглянуть в будущее, в котором наша планета была покинута землянами в поисках нового места для жизни. Группа учёных находит замороженного Джейсона и перевозит его к себе на корабль. К несчастью, маньяк оттаял и начал охоту за членами экспедиции. Фильм снят достаточно масштабно и эффектно для подросткового фильма ужасов. По мнению критиков, картина стала одной из лучших во всём сериале.
«Фредди против Джейсона» (2003). Это переплетение персонажей и сюжетов двух известных сериалов стало событием в мире ужасов — Фредди Крюгер наконец столкнулся в битве с Джейсоном Вурхисом. Финал остался открытым для того, чтобы поклонники могли по-разному интерпретировать исход их битвы. Но после выхода серии комиксов «Фредди и Джейсон против Эша» сомнений не осталось.
«Пятница, 13-е» (2009). После удачных ремейков «Хэллоуина» и «Техасской резни бензопилой», студия «New Line Cinema», выкупившая права у «Paramount Pictures» после восьмой части, решила запустить популярный сериал с самого начала. Основа сценария мало чем отличает от оригинала.

## Отменённые проекты

### «Хроники Хрустального озера»
В сентябре 2003 года во время панельной дискуссии Шон С. Каннингем рассказал о возможности выхода на телевидение сериала, который будет посвящён группе подростков, живущих в районе Хрустального озера. 22 октября 2005 года Каннингем вновь поднял тему потенциального сериала. Он объяснил, что идея состояла в том, чтобы назвать сериал «Хроники Хрустального озера» и «установить местом действия город со всей этой историей Джейсона». В сериале основное внимание будет уделено «проблемам совершеннолетия», в стиле, аналогичном сериалам «Баффи — истребительница вампиров», «Бухта Доусона» и «Тайны Смолвиля», с Джейсоном Вурхизом.

### Warner Bros. Pictures: 2009—2010
Вскоре после премьеры ремейка 2009 года, продюсеры Брэд Фуллер и Эндрю Форм выразили заинтересованность в создании ещё одного фильма во франшизе, сославшись на удовольствие, которое они испытывали в процессе производства первого ремейка. 1 октября 2009 года компания Warner Bros. Pictures объявила, что планирует выпустить в сиквел «Пятницы, 13-й» 13 августа 2010 года. Уже 10 декабря 2009 года Warner Bros. объявила, что произошёл перенос премьеры на неопределённый срок. Компания также объявила, что Дэмиэн Шеннон и Марк Свифт напишут сценарий к сиквелу. 21 апреля 2010 года Фуллер объявил на своей странице в Твиттере, что продолжение ремейка 2009 года больше не находится в производстве. В более позднем интервью Фуллер рассказал, что фильм 2009 года был результатом совместных усилий Paramount и New Line Cinema. Из-за спада в экономике обе студии ограничивали производство фильмов каждый год, предпочитая снимать фильмы с меньшим риском и более высокой прибылью. Соответственно, компании отложили вторую «Пятницу, 13-ю» в надежде, что они вернутся к ней позднее. Форм объяснил, что ни одна студия не уйдёт от производства сиквела, чтобы позволить другой продвинуться в качестве основного продюсерского дома. Каждая студия обеспокоена тем, что будет выглядеть «идиотами», если сиквел будет воспринят хорошо, но без её участия. Форм и Фуллер также упомянули, что новая «Пятница, 13-я» может стать 3-D фильмом, если она когда-нибудь снова будет запущена в производство студиями.

### Paramount: 2013—2017
1 февраля 2011 года Фуллер объявил через Twitter, что Шеннон и Смит завершили написание сценария для продолжения. Он также сообщил, что готов начать производство, но в New Line Cinema пока не дали добро. 5 июня 2013 года The Hollywood Reporter сообщил, что Warner Bros. отказались от своих прав на кинофильмы серии в пользу Paramount в рамках сделки, которая позволит Warner Bros. совместно производить «Интерстеллар». Неделю спустя Дерек Мирс сообщил, что Paramount работает с Platinum Dunes над созданием нового фильма. Дэвид Брукнер был назначен режиссёром следующей «Пятницы, 13-й». После многократного изменения даты релиза, Paramount установила дату премьеры на 13 мая 2016 года. В марте 2015 года было объявлено, что новый сценарий напишет Ник Антоска. 20 октября 2015 года издание The Wrap сообщило, что Paramount перенесла дату выхода фильма на 13 января 2017 года. 3 декабря 2015 года было объявлено, что Аарон Гузиковский ведёт переговоры о заключении сделки по написанию нового сценария, но Брукнер, который якобы покинул проект в 2015 году, больше не будет режиссировать сиквел. 31 мая 2016 года Фуллер объявил, что фильм станет историей происхождения Джейсона. Кроме того, его мать также вернётся в картину. 8 августа 2016 года издание Variety сообщило, что Брек Айснер вёл переговоры о том, чтобы режиссировать новый фильм. В сентябре 2016 года Paramount перенесла дату премьеры с 13 января 2017 года на 13 октября этого же года.
27 января 2017 года было сообщено, что фильм носит рабочее название «Пятницы, 13-й: Часть 13». Platinum Dunes искала кого-нибудь, кто мог сыграть молодого Джейсона Вурхиса, а производство должно было начаться в марте 2017 года. 6 февраля 2017 года было объявлено, что Paramount официально отменили проект из-за низких кассовых сборов фильма «Звонки». На премьерную же дату Paramount назначили свой новый фильм «Мама!». В апреле 2017 года студия Paramount сообщила, что фильм выйдет не раньше 2019 года. 10 октября 2017 года Шеннон и Свифт обнародовали название будущего фильма — «Пятница, 13-е: Лагерь Крови — Смерть Джейсона Вурхиса». Права на франшизу планировалось вернуть к New Line/Warner Bros. в 2018 году.

### Сериал для телеканала The CW: 2014—2016
В апреле 2014 года было объявлено, что Emmett/ Furla/Oasis Films и Crystal Lake Entertainment планируют выпустить телесериал. Сериал сосредоточится на группе персонажей близ Хрустального озера, которые должны разобраться с возвращением Джейсона Вурхиса, а также найти новую информацию о нём и его семье. В августе 2015 года было объявлено, что сериал разрабатывается The CW. Стив Митчелл и Крейг Ван Сикл были наняты для написания сюжета, а Шон С. Каннингем, Рэндалл Эммет, Джордж Фурла и Марк Кантон выступили в качестве исполнительных продюсеров. В августе 2016 года было объявилено, что сериал не выйдет в свет. Президент CW Марк Педовиц объяснил: «У нас были лучшие пилоты. Суть в том, что мы чувствовали, что у нас есть более сильные вещи, и мы не шли вперёд. Сериал был хорошо написан, это было темнее, чем мы хотели, и мы не верили в успех … Мы не верили, что это хороший сценарий, устойчивая серия. Это был очень хороший пилот, но не устойчивый сериал».

### Другие фильмы: 2018—2022
Виктор Миллер, который написал сценарий к оригинальному фильму, утверждал, что Horror Inc. получила текущее авторское право на сценарий в результате передачи авторского права Миллером предшествующей компании Horror Inc., Manny Company. Миллер направил уведомление о прекращении действия прав в Horror Inc 26 января 2016 года для возвращения своих прав на сценарий и содержание. Уже летом 2016 года сценарист оригинального фильма Виктор Миллер подал заявление о возвращении прав над серией, так как по законам США это возможно спустя 35 лет после передачи прав третьим лицам. В соответствии с законом об авторском праве, работодатель считается законным автором и правообладателем, если работа выполняется в сфере занятости работника. Если, как утверждает Каннингем, Миллер написал сценарий в качестве сотрудника Manny Company, он никогда не обладал авторским правом на сценарий. Спор между Каннингемом (Horror, Inc.) и Миллером по вопросу принадлежности авторских прав над серией находился на рассмотрении в федеральном суде штата Коннектикут. Из-за иска производство любых товаров затрагивающих франшизу было приостановлено. Так разработчики игр Friday the 13th: The Game и Friday the 13th: Killer Puzzle летом 2018 года приостановили поддержку своих продуктов. 28 сентября 2018 года Миллер выиграл суд против Horror, Inc. за права над названием франшизы и персонажами первого фильма исключительно на территории США. В то же время за Horror, Inc. остаются все международные права. Также в оригинальном фильме не появлялся убийца в хоккейной маске Джейсон Вурхиз, принадлежность прав над которым всё ещё остаётся неизвестной.
К октябрю 2018 года было объявлено, что Леброн Джеймс через свою продюсерскую компанию Springhill Entertainment вместе с Vertigo Entertainment ведёт переговоры о совместном производстве следующего фильма серии.
В ноябре 2018 года издание Ain’t It Cool News сообщило, что сценарист Клинт Форд написал сценарий для приквела «Пятница, 13-е: Начало». В июле 2019 года Том Маклафлин, сценарист и режиссёр фильма «Пятница, 13-е — Часть 6: Джейсон жив!», рассказал, что он является автором спекулятивного сценария для сиквела под названием «Джейсон никогда не умрёт». Маклафлин подтвердил, что фильм послужил бы прямым продолжением фильма «Джейсон Жив!», игнорируя другие фильмы франшизы. В 2022 году Маклафлин также написал сценарий к ещё одному фильму с соавтором Джеймсом Свитом, который стал приквелом к фильму 1980 года под названием «Дневник Памелы Вурхиз».

## Будущее

### Телесериал-приквел
31 октября 2022 года был анонсирован приквел под названием «Хрустальное озеро». Сценаристами и исполнительными продюсерами нового проекта станут Брайан Фуллер и Виктор Миллер. В качестве исполнительных продюсеров также выступят Марк Тоберофф и Роб Барсамян. A24 будет служить студией, стоящей за сериалом, который будет транслироваться на сервисе Peacock. В январе 2023 года Эдриан Кинг получила повторяющуюся нераскрытую роль. Ранее она играла Элис Харди в оригинальном фильме. Сценарий к сериалу должны были начать писать в конце января 2023 года, когда Кевин Уильямсон напишет сценарий к одному эпизоду для первого сезона. В мае 2024 года стало известно, что Фуллер был уволен после того, как A24 решила направить сериал в другом направлении. Производство должно было начаться после того, как был нанят новый шоураннер, и кастинг не состоялся. В августе 2024 года Брэд Калеб Кейн был объявлен новым шоураннером сериала. В сентябре 2024 года Каннингем объявил, что съёмки начнутся в Австралии в конце 2024 года, премьера состоится на Хэллоуин 2025 года. 24 марта 2025 года было объявлено, что Линда Карделлини появится в роли Памелы Вурхиз.

### Перезапуск
20 января 2023 года сценарист Джефф Локер сказал, что вместе с Джереми Вайсом и Шоном Каннингемом представит новый перезапуск франшизы, а также планирует альтернативное прямое продолжение оригинального фильма.
В мае 2024 года Каннингем объяснил, что новый фильм «Пятница, 13-е», не выйдет по крайней мере, в течение трёх лет, из-за того, что киностудии не решаются финансировать фильм ужасов, который может не иметь финансового успеха.
В июле 2025 года Робби Барсамян анонсировал новый фильм и игру, которые находятся в разработке.

## Создатели
| Год  | Название на русском                                | Название на английском                             | Режиссёр         | Автор(ы) сюжета                                | Сценарист(ы)                                               |
| ---- | -------------------------------------------------- | -------------------------------------------------- | ---------------- | ---------------------------------------------- | ---------------------------------------------------------- |
| 1980 | Пятница, 13-е                                      | Friday the 13th                                    | Шон Каннингем    | Шон Каннингем и Виктор Миллер                  | Виктор Миллер и Рон Курц                                   |
| 1981 | Пятница, 13-е. Часть 2                             | Friday the 13th Part 2                             | Стив Майнер      | Рон Курц и Фил Скудери                         | Рон Курц и Фил Скудери                                     |
| 1982 | Пятница, 13-е. Часть 3 в 3D                        | Friday, The 13th. Part 3D                          | Стив Майнер      | Мартин Китроссер, Кэрол Уотсон и Петру Попеску | Мартин Китроссер, Кэрол Уотсон и Петру Попеску             |
| 1984 | Пятница, 13-е. Часть 4: Последняя глава            | Friday the 13th: The Final Chapter                 | Джозеф Зито      | Брюс Хидеми Сейков                             | Барни Коэн                                                 |
| 1985 | Пятница, 13-е. Часть 5: Новое начало               | Friday the 13th: A New Beginning                   | Денни Стайнманн  | Мартин Китроссер и Дэвид Коэн                  | Мартин Китроссер, Дэвид Коэн, Денни Стайнман и Джон Шехерд |
| 1986 | Пятница, 13-е. Часть 6: Джейсон жив                | Jason Lives: Friday, The 13th. Part VI             | Том Маклафлин    | Том Маклафлин                                  | Том Маклафлин                                              |
| 1988 | Пятница, 13-е. Часть 7: Новая кровь                | Friday, the 13th. Part VII: The New Blood          | Джон Карл Бюхлер | Мануэль Фиделло и Дэрил Хэни                   | Мануэль Фиделло и Дэрил Хэни                               |
| 1989 | Пятница, 13-е. Часть 8: Джейсон штурмует Манхэттен | Friday, The 13th. Part VIII: Jason Takes Manhattan | Роб Хедден       | Роб Хедден                                     | Роб Хедден                                                 |
| 1993 | Джейсон отправляется в ад: Последняя пятница       | Jason goes to Hell: The Final Friday               | Адам Маркус      | Джей Хьюли, Адам Маркус и Дин Лори             | Джей Хьюли и Дин Лори                                      |
| 2001 | Джейсон X                                          | Jason X                                            | Джеймс Айзек     | Тодд Фармер                                    | Тодд Фармер                                                |
| 2003 | Фредди против Джейсона                             | Freddy vs. Jason                                   | Ронни Ю          | Дэмиэн Шеннон и Марк Свифт                     | Дэмиэн Шеннон и Марк Свифт                                 |
| 2009 | Пятница, 13-е                                      | Friday The 13th                                    | Маркус Ниспель   | Дэмиэн Шеннон, Марк Свифт и Марк Уитон         | Дэмиэн Шеннон и Марк Свифт                                 |

С 1987 по 1990 показывался сериал с аналогичным названием «Пятница, 13-е». Сериал не имеет ничего общего с серией фильмов кроме названия.

## Комиксы

Обложка комикса от издательства WildStorm

### Wildstorm
«Freddy vs. Jason vs. Ash» — эта часть сериала ознаменовалась появлением в битве между Фредди Крюгером и Джейсоном Вурхисом третьего культового героя — Эша Уильямса из трилогии Сэма Рэйми «Зловещие мертвецы».

## Видеоигры

### Игра для NES (1989)
В 1988 году по мотивам фильмов была выпущена видеоигра, которая по мнению большинства критиков и поклонников фильмов франшизы и видеоигр вообще считается одной из самых неудачных.

### The Game (2017)
В 2017 году компания Gun Media выпустила компьютерную игру «Friday the 13th: The Game». Она содержит как многопользовательский режим, так и одиночный.

## Книги
За время съёмок картин франшизы было выпущено несколько книжных серий, являющих адаптациями сценариев или представляющих собой отдельные спин-офф истории.

### Новелизации
В преддверии выхода картины «Пятница, 13-е: Новая кровь» популярный автор Саймон Хок (англ. Simon Hawke) написал новелизации первых трёх фильмов, выпущенных соответственно 1 сентября 1987 года, 2 февраля 1988 года и 3 мая 1988 года издательством «Signet». В сентябре 1982 года Майкл Аваллон (англ. Michael Avallone) пишет для издательства «Tower & Leisure Sales Co.» адаптацию картины «Пятница, 13 в 3D» (англ. Friday, The 13th: Part 3 In 3-D). 1 августа 1986 года выходит адаптация фильма «Пятница, 13-е: Джейсон жив», также написанная Хоуком для «Signet».
Последнюю адаптацию написал Стивен Хэнд (англ. Stephen Hand) — издательство «Simon & Schuster» выпустило роман по фильму «Фредди против Джейсона» 29 июля 2003 года незадолго до мировой премьеры картины.
В России издавались две книги. В 1993 году издательством «Эрика» был выпущен сборник «Дракула / Пятница-е», который включал в себя перевод романа Брэма Стокера «Дракула» и перевод книгоадаптации Саймона Хоук «Пятница 13-е». В 2005 году в России издательством «Амфора» была издана книга Стивена Хэнда «Фредди против Джейсона».

### Berkley Books
Данная серия была выпущена в 1994 году издательством «Berkley Books». Автор романов — Эрик Морс (англ. Eric Morse). В этих романах сам Джейсон Вурхиз не появляется — в каждой книге разные герои, которые находят хоккейную маску Джейсона, становятся одержимыми духом маньяка.
| # | Название               | В оригинале               | Дата выхода          | Количество страниц |  |
| --- | ---------------------- | ------------------------- | -------------------- | ------------------ |  |
| |                        |                           |                      |                    |  |
| 1 | День матери            | Mother’s Day              | 1 июля 1994 года     | N/A                |  |
| Билли Буна отправились в лагерь на берегу Хрустального озера. Они слышали достаточно кровожадных историй о Джейсоне, но это их не остановило. Они знали, почему Вурхиз носил хоккейную маску — у него было такое безобразное лицо, которое только мать могла бы любить. Но они не знают, куда пропала отрубленная голова миссис Вурхиз, каким образом хоккейная маска оказалась в руках местного охотника и почему он убивает всех подростков в лагере, которые попадаются на его пути. Просто настал День матери. И миссис Вурхиз не нужны цветы или конфеты. Ей нужна кровь. |                        |                           |                      |                    |  |
| 2 | Проклятье Джейсона     | Jason’s Curse             | 1 июля 1994 года     | N/A                |  |
| Все считали, что Келли Бун сошла с ума — она хотела вернуться в Кровавый лагерь и уничтожить Вурхиза раз и навсегда. Её друзья пытались отговорить девушку от этого безумия. Но Келли стала одержима этой мыслью после того, как Джейсон убил её брата. И теперь, приехав на берег проклятого озера, ребята понимают, что они не одни. Местный отшельник отправился на рыбалку к озеру, откуда выудил свой главный трофей — маску Джейсона Вурхиза. |                        |                           |                      |                    |  |
| 3 | Карнавал               | The Carnival              | 1 июля 1994 года     | N/A                |  |
| Летние занятия просто пытка для каждого школьника. Поэтому четверо ребят решают отправиться вместе на карнавал и развлечься. К несчастью, шатры карнавала расположились прямо на берегу Хрустального озера, у Кровавого лагеря. Там злой дух Джейсона Вурхиза ищет новых жертв. Карнавал — самое подходящее место, чтобы переживать волнения взлётов и падений на американских горках. |                        |                           |                      |                    |  |
| 4 | Дорожное приключение   | Road Trip                 | 1 сентября 1994 года | N/A                |  |
| Автобус, полный школьников, футболистов и чирлидерш возвращается домой с большой игры, но сворачивает с дороги и попадает в аварию. Идёт дождь, ребята потерялись и все винят в этом Тедд, потому что он обычно козёл отпущения. Он был мальчиком для битья, школьным изгоем и талисманом команды в костюме шмеля. И вот ребята находят спасение от стужи в Кровавом лагере, а Тедди находит маску Джейсона Вурхиза и мачете. |                        |                           |                      |                    |  |
| 5 | Маска Джейсона Вурхиза | The Mask Of Jason Vorhees | издано on-line       | N/A                |  |
| Прошло 4 года с тех пор, как Джейсон оказался в Аду. Однако мистические силы наделили хоккейную маску, которую он носил зловещим духом, который завладевает телом каждого, кто наденет её. Четыре души попали в это капкан, в результате которого погибли десятки людей в окрестностях Хрустального озера. И вот маска выбрала новую жертву, но на этот раз, Мики Фостер и Райан Даллион готовы дать отпор сверхъестественным силам и узнать самый главный секрет проклятья Хрустального озера.                                                                                |                        |                           |                      |                    |  |

### Black Flame
Джейсон Х:
| # | Название          | В оригинале         | Автор                                    | Дата выхода         | Количество страниц |
| --- | ----------------- | ------------------- | ---------------------------------------- | ------------------- | ------------------ |
| |                   |                     |                                          |                     |                    |
| 1 | Джейсон Х         | Jason X             | Пэт Кэдиган (англ. Pat Cadigan)          | 25 января 2005 года | 416                |
| Группа студентов-археологов из новой колонии «Земля-2» прилетает на Старую Землю, давно уже ставшую токсичной пустыней, чтобы исследовать древние останки прошлых цивилизаций. Студенты находят два замороженных тела, хранящихся около 400 лет в старом исследовательском центре. Обрадованная своей находкой команда забирает тела с собой. Одно их тел принадлежит серийному убийце Джейсону Вурхизу. Студенты не подозревают, с какой смертельной опасностью им предстоит столкнуться, хотя дальнейшее развитие событий не трудно предугадать. Джейсон самостоятельно реанимируется прямо на корабле и, быстро расправившись с небольшим отрядом спецназа, начинает охоту на студентов. |                   |                     |                                          |                     |                    |
| 2 | Эксперимент       | Jason X: Experiment | Пэт Кэдиган (англ. Pat Cadigan)          | 25 января 2005 года | 416                |
| В далёком будущем Джейсон попадает в руки военных учёных, одержимых идеей создания суперсолдат: с силами и жаждой смерти Джейсона Вурхиза. Для этого они проводит ряд экспериментов для усовершенствования его физический возможностей, но военные не рассчитывают своих способностей: Вурхиз сбегает из лаборатории и оказывается в подземном комплексе, и военные понимают, что остановить его невозможно. |                   |                     |                                          |                     |                    |
| 3 | Планета зверя     | Planet Of The Beast | Нэнси Килпатрик (англ. Nancy Kilpatrick) | 7 июня 2005 года    | 416                |
| Кровавая история Хрустального озера и легенда о зловещем Джейсоне Вурхизе канули в века, но не для обитателей таинственной планеты 666, где доктор Бордо обнаруживает коматозное тело Джейсона. Теперь учёный одержим одной лишь идеей — клонировать Джейсона, желая воссоздать самое смертельное оружие, которым сможет управлять лишь он. Однако он не учёл одного: Джейсон Вурхиз не будет марионеткой в чужих руках. Вурхиз очнулся ото сна, и теперь команде доктора Бордо предстоит сделать невыполнимое — выжить в кровавой борьбе с бессмертным монстром. |                   |                     |                                          |                     |                    |
| 4 | Зловещая луна     | Death Moon          | Алекс Джонсон (англ. Alex Johnson)       | 25 ноября 2005 года | 416                |
| 2456 год. Лунный Лагерь Америки — школа для трудных подростков. Здесь Вурхиз совершает аварийную посадку. |                   |                     |                                          |                     |                    |
| 5 | Третье пришествие | To The Third Power  | Нэнси Килпатрик (англ. Nancy Kilpatrick) | 25 апреля 2006 года | 416                |
| Лунный Лагерь Америки — место, где работают самые продвинутые и смелые в своих взглядах учёные современности. Им предстоит встретиться с Вурхизом и его клонами. |                   |                     |                                          |                     |                    |

Пятница, 13:
| # | Название                            | В оригинале                     | Автор                                | Дата выхода          | Количество страниц |
| --- | ----------------------------------- | ------------------------------- | ------------------------------------ | -------------------- | ------------------ |
| |                                     |                                 |                                      |                      |                    |
| 1 | Храм святого психопата              | Church Of The Divine Psychopath | Скотт Филлипс (англ. Scott Phillips) | 9 августа 2005 года  | 416                |
| Группа религиозных фанатиков устраивают настоящий культ Джейсона Вурхиза, считая, что именно он стал карой небесной за земные грехи человечества. |                                     |                                 |                                      |                      |                    |
| 2 | Адское озеро                        | Hell Lake                       | Пол А. Вудс (англ. Paul A. Woods)    | 9 августа 2005 года  | 416                |
| Когда серийного убийцу Уэйна Санчеса собирались казнить, он считал минуты — маньяк надеялся встретиться в аду своего идола Вурхиза. Оказавшись в адском пекле, Санчес узнаёт, что есть лазейка в мир живых. Тогда он уговаривает Джейсона вернуться и возглавить армию нежити, вырвавшейся из пламени огненной геенны. |                                     |                                 |                                      |                      |                    |
| 3 | Ненависть и убийство. Всё по кругу! | Hate — Kill — Repeat            | Джейсон Арнопп (англ. Jason Arnopp)  | 25 октября 2005 года | 416                |
| События книги происходят между событиями фильмов «Новая кровь» и "Джейсон штурмует Манхеттэн. Двое религиозных фанатиков — серийных убийц — направляются к водам Хрустального озера, чтобы встретиться Вурхизом, истребителем порочной молодёжи. Они уверены, что найдут с маньяком общий язык, так как считают, что разделяют те же убеждения относительно современной молодёжи и её моральном разложении. Но об исходе этой встречи можно лишь догадываться.                                          |                                     |                                 |                                      |                      |                    |
| 4 | Ген Джейсона                        | The Jason Strain                | Криста Фауст (англ. Christa Faust)   | 31 января 2006 года  | 416                |
| Новое реалити-шоу, в котором участники бьются друг с другом насмерть обзаводится новой звездой — легендарным кровожадным убийцей Джейсоном Вурхизом. Узнав об этом, эксцентричный миллионер решает раздобыть часть ДНК Вурхиза, чтобы узнать секрет его бессмертия, но вскоре события выходят из-под контроля, когда страшный вирус, именуемый теперь Геном Джейсона, делает заразившихся неуязвимыми и бессмертными, а также наполняет их гневом и кровожадностью Вурхиза.                             |                                     |                                 |                                      |                      |                    |
| 5 | Карнавал убийц                      | Carnival Of Maniacs             | Стивен Хэнд (англ. Stephen Hand)     | 6 июня 2006 года     | 416                |
| Спустя 25 лет, Памела Вурхиз готова воссоединиться со своим сыном и продолжить кровавое дело Вурхизов, но есть небольшая проблема: Джейсона поймали работники кочующего карнавала, а вскоре его выставят на торги на интернет-аукцион, и матери лучше поторопиться, потому что его участники преследуют каждый свои цели. Но вопрос в том, кто победит в торгах — рок-звезда Росс Ферату, безжалостный магнат Натаниэль Моргас или в ход аукциона вмешается ФБР и отправит Джейсона в вечное заточение. |                                     |                                 |                                      |                      |                    |

## Документальные проекты

### «Легенда о Хрустальном озере»
1 октября 2004 года издательство «Fab Press» выпустило литературное издание о франшизе «Пятница, 13» под названием «Создавая „Пятницу, 13“: Легенда кровавого лагеря» (англ. Making Friday The 13th: The Legend Of Camp Blood). Автором был Дэвид Гроув (англ. David Grove). Книга включает детальный обзор съёмочного процесса каждого фильма, редкие истории со съёмочной площадки, фотографии, интервью с актёрами, полный список жертв Вурхиза.

### «Воспоминания о Хрустальном озере»
1 октября 2005 года в продажу поступила книга «Воспоминания о Хрустальном озере: Полная история сериала „Пятница, 13“» (англ. Crystal Lake Memories: The Complete History Of Friday, The 13th), написанная автором Питером Брэком (англ. Peter Bracke) и опубликованная издательством «Sparkplug Press». В этой книге все ключевые фигуры создания сериала — Шон Каннингем, Уэс Крейвен, Фрэнк Манкузо, Ронни Ю, Кевин Бэйкон, Келли Роуленд, Криспин Гловер, Джейсон Риттер, Роберт Инглунд, Кори Фельдман, Келли Ху, Кейн Ходдер, Том Сэвиньи, Эдриан Кинг, Эми Стил и др. — вспоминают о событиях этих 25 лет, рассказывают интересные истории со съёмочной площадки, делятся своими теориями и идеями о вселенной Джейсона Вурхиза. В книге содержатся более 500 ранее не издававшихся фотографий, редкие архивные записи и производственные материалы.
15 мая 2013 года ресурс «Shock Til You Drop» сообщил о том, что компании «Panic Productions» и «Hutson Ranch Media» выпустит одноимённый документальный фильм под названием 27 августа того же года. Продолжительность картины — более 7 часов и детально рассказывает о процессе создания всех 12 картин серии. В команду создателей также вошли авторы документального фильма «Его звали Джейсон», вышедшего несколько лет назад. Летом релиз несколько раз переносился, прежде чем фильм «Воспоминания о Хрустальном озере: Полная история сериала „Пятница, 13“» вышел на DVD и Blu-Ray 13 сентября 2013 года.

## Кассовые сборы
| Фильм                                                | Премьера в США       | Бюджет (млн долл.) | Сборы (долл.) | Сборы (долл.) | Сборы (долл.) |
| Фильм                                                | Премьера в США       | Бюджет (млн долл.) | США           | За рубежом    | Мировые       |
| «Пятница, 13-е»                                      | 9 мая 1980 года      | 0,55               | 39 754 601    | 20 000 000    | 59 754 601    |
| «Пятница, 13-е. Часть 2»                             | 30 апреля 1981 года  | 1,25               | 21 722 776    |               | 21 722 776    |
| «Пятница, 13-е. Часть 3 в 3D»                        | 13 августа 1982 года | 2,2                | 36 690 067    |               | 36 690 067    |
| «Пятница, 13-е. Часть 4: Последняя глава»            | 13 апреля 1984 года  | 2,2                | 32 980 880    |               | 32 980 880    |
| «Пятница, 13-е. Часть 5: Новое начало»               | 22 марта 1985 года   | 2,2                | 21 930 418    |               | 21 930 418    |
| «Пятница, 13-е. Часть 6: Джейсон жив»                | 1 августа 1986 года  | 3,0                | 19 472 057    |               | 19 472 057    |
| «Пятница, 13-е. Часть 7: Новая кровь»                | 13 мая 1988 года     | 2,8                | 19 170 001    |               | 19 170 001    |
| «Пятница, 13-е. Часть 8: Джейсон штурмует Манхэттен» | 28 июля 1989 года    | 5,0                | 14 343 976    |               | 14 343 976    |
| «Джейсон отправляется в ад: Последняя пятница»       | 13 августа 1993 года | 3,0                | 15 935 068    |               | 15 935 068    |
| «Джейсон X»                                          | 26 апреля 2002 года  | 14,0               | 13 121 555    | 3 830 243     | 16 951 798    |
| «Фредди против Джейсона»                             | 15 августа 2003 года | 25,0               | 82 622 655    | 32 286 175    | 114 908 830   |
| «Пятница, 13-е»                                      | 13 февраля 2009 года | 19,0               | 65 002 019    | 26 377 062    | 91 379 051    |
| Сборы всех фильмов                                   | Сборы всех фильмов   | Сборы всех фильмов | 382 746 073   | 82 493 480    | 465 239 553   |